# Spiraaltje

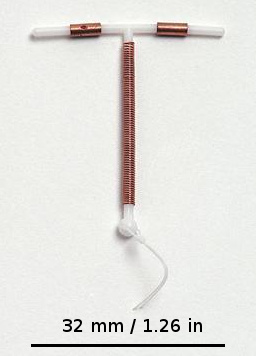
Koperhoudende anticonceptiespiraal

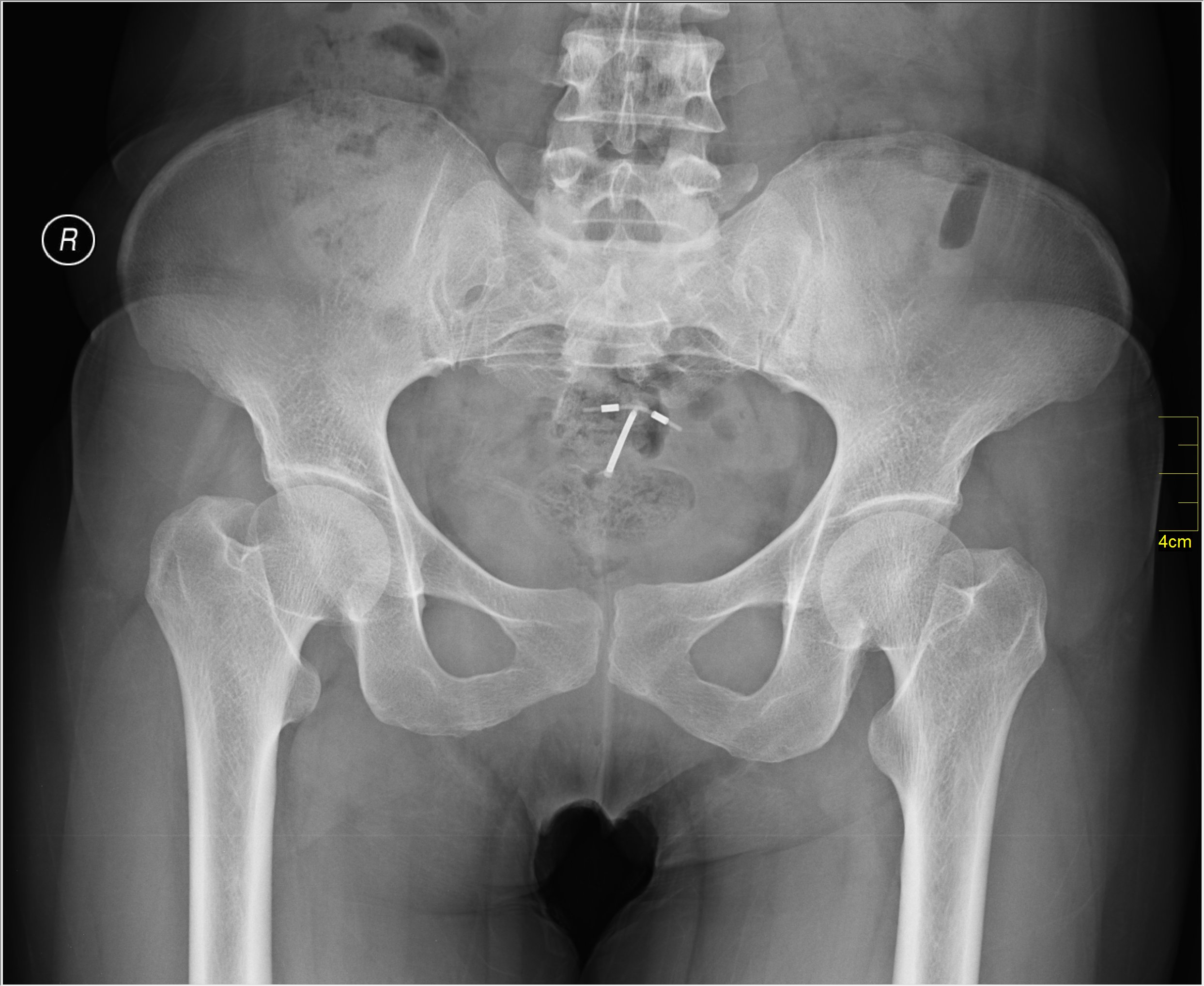
Spiraaltje op een röntgenfoto

Het spiraaltje is een voorwerp dat in de baarmoeder-holte wordt gebracht om een zwangerschap te voorkomen. Een spiraaltje wordt ook wel een IUD genoemd. Dit staat voor intra-uterine (in de baarmoeder) device. De anticonceptiespiraal is al jaren een van de meest betrouwbare effectieve, goedkope en meest gebruikte vormen van langetermijnanticonceptie.
Inbrengen en verwijderen van het spiraaltje wordt gedaan door een huisarts, een gynaecoloog of een gecertificeerde verloskundige. Als een vrouw zwanger is geweest kan ze vanaf 10 tot 12 weken na de bevalling een spiraal laten plaatsen. Zes weken na plaatsing van het spiraaltje wordt er vaak een controle gedaan of de spiraal op de juiste plaats in de baarmoeder zit.
Het spiraaltje blijft zolang de vrouw geen kinderen wil in de baarmoeder aanwezig. De meeste anticonceptiespiralen kunnen 5 jaar blijven zitten en sommige koperspiralen zelfs tot 10 jaar. Een spiraaltje kan ook voor die tijd al verwijderd worden. Indien een vrouw na 5 of 10 jaar geen kinderwens heeft, dient het spiraaltje te worden vervangen, verwijderd of ze kan overstappen op een andere vorm van anticonceptie.
Het spiraaltje is opgenomen in de lijst van essentiële geneesmiddelen van de WHO.

## Typen spiraaltjes
- Koperhoudend spiraaltje. Deze spiraaltjes bevatten koper. Typen: T-Safe, Multi-Safe, Flexi-T, Gynefix.
- Hormoonhoudend spiraaltje. De Mirena[1] en Kyleena[2] bevatten het progestativum levonorgestrel.

## Werking van het spiraaltje
Een koperhoudend spiraaltje is een klein ankertje gemaakt van kunststof. Om het ankertje heen is een koperdraadje gewikkeld. Het spiraaltje geeft geleidelijk een beetje koper af: koper maakt zaadcellen inactief, waardoor de zaadcel over het algemeen niet meer in staat is om een eicel te bevruchten. Mocht dit toch gebeuren voorkomt de koperspiraal de innesteling van de bevruchte eicel. De kans op een zwangerschap is hierdoor zeer klein. Het koperspiraal is een hormoonvrije vorm van anticonceptie.
De hormoonhoudende spiraaltjes (Mirena en Kyleena) bevatten geen koper maar geven een hormoon (levonorgestrel) af, waardoor de slijmprop, die van nature in de baarmoederhals aanwezig is, taaier van samenstelling wordt. Daardoor wordt het binnendringen van zaadcellen in de eicel geremd en bevruchting voorkomen. Daarnaast wordt ook de opbouw van het baarmoederslijmvlies verminderd. Hierdoor kan het baarmoederslijmvlies op den duur atrofisch worden en kan de menstruatie (grotendeels) wegblijven. Verder verminderen de Mirena en Kyleena de beweeglijkheid van de zaadcellen.
Doordat niet iedere dag onderhoud van een spiraaltje nodig is, is het spiraaltje in de praktijk betrouwbaarder dan de anticonceptiepil. De anticonceptieve betrouwbaarheid is vergelijkbaar met die van een sterilisatie. Aangezien het de uitwisseling van lichaamsvloeistoffen niet verhindert, kan het spiraaltje de overdracht van seksueel overdraagbare aandoeningen niet voorkomen.

## Bijwerkingen
In de eerste drie maanden na plaatsing van een anticonceptiespiraal is de menstruatie meestal heviger en gaat soms gepaard met krampen en extra bloedverlies. Na drie maanden herstelt de natuurlijke cyclus zich en verloopt de menstruatie meestal weer als voorheen.
Bij gebruik van een koperspiraaltje kan de menstruatie iets heftiger worden. Het bloedverlies kan dan mogelijk 10 tot 15% toenemen.
Het gebruik van het hormoonspiraaltje kan leiden tot een sterk afgenomen menstruatie of zelfs het uitblijven van de menstruatie. Daarom wordt dit spiraaltje ook wel voorgeschreven bij vrouwen met menorragie (hevig vaginaal bloedverlies gedurende de menstruatie). De eerste drie maanden is bij het hormoonspiraaltje er vaak wel sprake van tussentijds bloedverlies (spotting).
Enkele oudere modellen van de anticonceptiespiraal hebben de baarmoeder van de vrouwen die ze droegen beschadigd na een infectie in de baarmoederholte. Hierbij is een groot deel van deze vrouwen onvruchtbaar geworden. Gelukkig zijn deze modellen al lang niet meer verkrijgbaar op de markt. Aanvankelijk werd verondersteld dat de infectie en de onvruchtbaarheid de gevolgen waren van het spiraaltje. Echter, na nader onderzoek bleek dat de artsen die het spiraaltje hadden in gebracht waarschijnlijk geen screenend onderzoek hadden uitgevoerd naar soa's. Voorts leek het aantal opstijgende infecties naar de baarmoederholte relatief mee te vallen. Het risico op ontstekingen is uiterst gering als de arts bij het inbrengen steriel werkt en vooraf een soa uitsluit.
Doordat het spiraaltje alleen werkzaam is binnen de baarmoeder en bevruchting niet in alle gevallen wordt voorkomen bestaat er bij het gebruik van een anticonceptiespiraal een zeer kleine kans op een buitenbaarmoederlijke zwangerschap.
Het gebruik van het hormoonspiraaltje (Mirena) tijdens het geven van borstvoeding is mogelijk omdat de hoeveelheid afgegeven hormoon zeer gering is. Wel kan in sommige gevallen de melkproductie teruglopen.

## Anticonceptieve noodprocedure
Koperhoudende spiraaltjes kunnen gebruikt worden als 'morning-after' methode. Als een spiraaltje geplaatst wordt binnen vijf dagen na onveilig vrijen, kan een zwangerschap alsnog worden voorkomen. Het koperhoudende spiraaltje zorgt er namelijk voor dat het baarmoederslijmvlies verandert, waardoor een eventueel bevruchte eicel zich niet kan innestelen in de baarmoederwand. Zodoende worden ze ingezet als alternatief voor de morning-afterpil die alleen gebruikt kan worden vóór de eisprong. Het hormoonspiraaltje kan niet voor dit doel worden toegepast.